# Bhatgaon (Nepal)
Bhatgaon o Bhaktapur és una ciutat del Nepal a 8 km de Katmandú, a la vall de Katmandú. El nom vol dir "Ciutat dels devots"; en nepali bhasa és anomenada Khwapa i coloquialment Bhatgaon.
Bhaktapur fou el més important dels tres regnes newars de la vall de Katmandú (els altres eren Patan i Katmandú) al segle XVII; els conflictes de la dinastia Mall de Bhaktapur amb els dos regnes veïns van provocar la conquesta pels gurkhes el 1768-1769.
La seva població actual és d'uns tres-cents mil habitants de majoria newar (el 1901 la població era d'uns 30.000). La ciutat inclou un palau en bon estat i una ciutat vella central, conservada mercès a la cooperació alemanya.